# Belizeanska nogometna reprezentacija
Belizeanska nogometna reprezentacija je nacionalni nogometni sastav Belizea kojeg kontrolira Nogometna federacija Belizea. Reprezentacija se smatra jednom od najslabijih u srednjoj Americi te do sada nije nastupila na Svjetskom nogometnom prvenstvu ili kontinentalnom CONCACAF Gold Cupu.
Igrači belizeanske reprezentacije ne dobivaju bonuse nego su plaćeni po utakmici. Također, u zemlji su potrebna ulaganja kako bi se nogomet podignuo na veću razinu.
Belize je ponopravni član FIFA i CONCACAF – međunarodnih i kontinantalnih nogometnih saveza te nosi Fifin kod - BLZ. Službeni domaći stadion reprezentacije je FFB Field u Belmopanu. Osim tog stadiona, Belize nema drugih objekata za održavanje međunarodnih utakmica.

## Svjetsko prvenstvo
- 1930. do 1994. – reprezentacija nije postojala
- 1998. do 2014. – nisu se kvalificirali

## Gold Cup
- 1991. do 1993. – reprezentacija nije postojala
- 1996. do 2002. – nisu se kvalificirali
- 2003. – nisu se natjecali
- 2005. do 2011. – nisu se kvalificirali

## Popis reprezentativaca Belizea
| #         | Pozicija               | Ime              | Datum rođenja       | Klub                    |
| --------- | ---------------------- | ---------------- | ------------------- | ----------------------- |
| 1         | vratar                 | Shane Moody-Orio | 7. kolovoza 1980.   | Marathón                |
| 2         | branič                 | Luis Mendez      | 12. prosinca 1990.  | Hankook Verdes          |
| 3         | vezni                  | Ryan Simpson     | 9. srpnja 1985.     | Benguche United         |
| 4         | branič                 | Dalton Eiley     | 10. prosinca 1983.  | Toledo Ambassadors      |
| 5         | vezni                  | Elroy Kuylen     | 6. lipnja 1983.     | Platense                |
| 6         | vezni                  | David Trapp      | 5. kolovoza 1981.   | Revolutionary Conqueros |
| 7         | branič                 | Ian Gaynair      | 26. veljače 1986.   | FC Belize               |
| 8         | vezni                  | Elroy Smith      | 31. studenoga 1981. | Deportes Savio          |
| 9         | napadač                | Deon McCaulay    | 20. rujna 1987.     | Deportes Savio          |
| 10        | vezni                  | Harrison Róches  | 29. studenog 1983.  | Platense                |
| 11        | napadač                | Daniel Jiménez   | 14. travnja 1988.   | Belize Defence Force    |
| 14        | branič                 | Mario Villanueva | 7. ožujka 1989.     | Georgetown Ibayani      |
| 15        | napadač                | Evan Mariano     | 20. siječnja 1988.  | Belize Defence Force    |
| 16        | branič                 | Vallan Symms     | 20. ožujka 1980.    | FC Belize               |
| 18        | branič                 | Everal Trapp     | 22. siječnja 1987.  | Hopkins FC              |
| 19        | napadač                | Dennis Serano    | 27. rujna 1981.     | Suga Boys Juventus      |
| 20        | vezni                  | Deris Benavides  | 1. svibnja 1976.    | San Felipe Barcelona    |
| 22        | vratar                 | Woodrow West     | 19. rujna 1985.     | Belize Defence Force    |
| Izbornik: | José de la Paz Herrera |                  |                     |                         |

## Stručni stožer
| Ime                    | Pozicija             |
| ---------------------- | -------------------- |
| José de la Paz Herrera | Izbornik             |
| Kert Grey              | Asistent izbornika   |
| Marvin Ottley          | Trener vratara       |
| Luís Cabrera           | Trener fizičke snage |
| Ken Vasquez            | Fizioterapeut        |

## Izbornici Belizea kroz povijest
| Izbornik               | Razdoblje     | Br. utakmica | Pobjeda | Remi | Poraz | % pobjeda |
| ---------------------- | ------------- | ------------ | ------- | ---- | ----- | --------- |
| Michael Winston        | 1995. – 1996. | 4            | 0       | 0    | 4     | 0,0       |
| Manuel Bilches         | 2000.         | 4            | 0       | 1    | 3     | 0,0       |
| Leroy Sherrier Lewis   | 2001.         | 5            | 3       | 1    | 1     | 60,0      |
| Eduardo Santana        | 2003.         | 0            | 0       | 0    | 0     | 0,0       |
| Anthony Adderly        | 2004. – 2006. | 5            | 0       | 0    | 5     | 0,0       |
| Antonio Carlos Viera   | 2006. – 2007. | 3            | 0       | 0    | 3     | 0,0       |
| José Palmiro Salas     | 2008.         | 2            | 1       | 0    | 1     | 50,0      |
| Ian Mork               | 2008.         | 4            | 0       | 1    | 3     | 0,0       |
| Renan Couch            | 2008. – 2009. | 3            | 0       | 1    | 2     | 0,0       |
| José de la Paz Herrera | 2010. – danas | 6            | 1       | 2    | 3     | 16,7      |

## Vanjske poveznice
- Belize national football team (en.Wiki)